# Carlo Schmidt
Carlo Schmidt, född Carl Adam Jacob Andreas Schmidt 2 mars 1966 i Palma de Mallorca, Spanien, är en svensk skådespelare och manusförfattare.
Han arbetar med ledarskap och kommunikation sedan 2005.

## Filmografi (urval)
- 1992 – Stortjuvens pojke
- 1993 – För brinnande livet
- 1997 – Kung Lear
- 1997 – Skärgårdsdoktorn (TV-serie)
- 1997 – Beck – Spår i mörker
- 1998 – S:t Mikael (TV-serie)
- 2001 – Gustav III:s äktenskap (TV-serie)
- 2005 – Styckmordet

### Filmmanus
- 1992 – Rederiet (TV-serie)
- 1999 – Reuter & Skoog

## Teater
- 1997-90 -Scenskolan Göteborg
- 1990-94  Orionteatern
- 1995 Riksteatern
- 1995-97 Stockholms Stadsteater
- 1998-2000 Dramaten

### Roller (ej komplett)
| År   | Roll                      | Produktion                        | Regi                | Teater                 |
| ---- | ------------------------- | --------------------------------- | ------------------- | ---------------------- |
| 1982 | Sepp                      | Agnes Bernauer Franz Xaver Kroetz | Johan Bergenstråhle | Stockholms stadsteater |
| 1989 | André                     | Woyzeck Georg Büchner             | Lars Rudolfsson     | Orionteatern           |
| 1996 | Mario Batone              | Maratondansen Horace McCoy        | Johan Huldt         | Stockholms Parkteater  |
| 1999 | Hubert d'Antignac Kapucin | Cyrano de Bergerac Edmond Rostand | Ronny Danielsson    | Dramaten               |